# Crisi di Oka
La crisi di Oka è stata una disputa territoriale fra un gruppo di Mohawk e la municipalità di Oka in Quebec, Canada, che ebbe inizio l'11 luglio del 1990. Questo conflitto è stato il primo conflitto violento fra nativi ed il governo del Canada ben documentato dai media, nell'ultima parte del XX secolo.
La crisi ebbe inizio con la decisione del tribunale di Oka di autorizzare i lavori di ampliamento del locale campo da golf in una zona reclamata dalla comunità Mohawk. A seguito di un violento scontro a fuoco tra la polizia locale e i manifestanti, le autorità del Québec richiesero l'intervento del governo federale. Il 20 agosto 1990 una compagnia meccanizzata del 22º reggimento dell'Esercito Canadese smantellò le prime barricate e riuscì ad avanzare fino al limitare della zona contestata. Gli ultimi scontri, con la rimozione delle ultime barricate, si verificarono il 26 settembre dello stesso anno.